# Marga
A marga é um tipo de calcário contendo 35 a 60% de argila.
Pode ser empregada na olaria, na composição do cimento e na correção do pH do solo.
Muito usada para nivelação da eira, onde o terreno é usado para tratamento dos molhos de cereais.

## Aparência
Com cor desde muito clara a cinzenta escuro, acastanhada, avermelhada.
Textura clástica, com grãos finos ou muito finos, podendo alguns grãos serem distinguidos a olho nu. Estratificação pouco frequente. Apresenta frequentemente estruturas sedimentares, fósseis e concreções.

## Componentes
Mistura de calcite (menos frequentemente dolomite) e minerais argilosos, com vestígios de quartzo, micas e resíduos carbonosos. São frequentes nódulos de gesso, calcite e pirite.

## Génese
Depósitos marinhos e lacustres de material clástico, que se afundaram progressivamente e se misturaram com produtos de precipitação química ou resíduos orgânicos.

## Utilização
Matéria-prima para as indústrias cimenteiras.